# خوان رودريغيز (لاعب كرة قدم إسباني)
خوان رودريغيز (بالإسبانية: Juanito Rodríguez)‏ (10 مايو 1965 في إسبانيا - ) هو مدرب كرة قدم ولاعب كرة قدم إسباني في مركز الدفاع. شارك مع منتخب إسبانيا لكرة القدم. أما مع النوادي، فقد لعب مع أتلتيكو مدريد وريال سرقسطة ونادي إشبيلية ونادي إكستريمادورا ونادي لاس بالماس.

## وصلات خارجية
- خوان رودريغيز على موقع قاعدة بيانات كرة القدم.إي يو (الإنجليزية)
- خوان رودريغيز على موقع ناشيونال فوتبول تيمز (الإنجليزية)